# Anvisningar för planläggningsmätning
Anvisningar för planläggningsmätning är den publikation som i Finland reglerar planläggningsmätning, ungefär det som i Sverige kallas geodetisk mätning men reglerar utöver det även fotogrammetrisk mätning, kartering m.m.  Planläggningsmätning är mätning för framställning av baskarta, karta för detaljplan, karta för tomtindelning och utsättning av planen i terrängen.

## Laggrund
Anvisningarna har sin grund i 206 § markanvändnings- och bygglagen av den 5 februari 1999 (132/1999), som också är grund för förordningen om planläggningsmätning av den 23 december 1999 (1999/1284).